# ロナルド・ボスコ
ロナルド・ボスコ（Ronald A. Bosco、1945年6月 - ）は、アメリカ合衆国ニューヨーク州ファーミングデール生まれの文学者。ニューヨーク州立大学オールバニー校文学部特別教授（英文学・アメリカ文学）。ラルフ・ワルド・エマーソン協会の会長、ソロー協会の会長などを務めた。ハーバード大学出版による『エマーソン作品シリーズ』の編者。エマーソンの作品研究における最も主導的な専門家の一人。フェアフィールド大学卒（1967）。英米文学の博士号を取得（メリーランド大学、1975）。